# César de melhor argumento original
O César de melhor argumento original (Portugal) ou roteiro original (Brasil) (em francês: César du meilleur scénario original) é um prémio cinematográfico atribuído anualmente pela Academia dos Césares.
Desde 1976 existia apenas um prémio para o argumento, quer este fosse uma adaptação de uma obra previamente existente ou uma história com diálogos não inspirados em obras publicadas: o César de melhor argumento original ou adaptação. De 1983 a 1985 a Academia dos Césares distinguiu as duas noções, voltando depois à situação inicial. A partir de 2006, tal como acontece nos Óscares, a organização dos Césares decidiu voltar a diferenciar o trabalho do adaptador do do autor original.

## Vencedores
A cor de fundo       indica os vencedores.
| Ano                                                              | Roteirista/Argumentista                                                   | Filme                                | Título no Brasil                    | Título em Portugal                  |
| ---------------------------------------------------------------- | ------------------------------------------------------------------------- | ------------------------------------ | ----------------------------------- | ----------------------------------- |
| De 1976 a 1982: César de melhor argumento original ou adaptação. |                                                                           |                                      |                                     |                                     |
| 1983                                                             | Jean-Claude Carrière Daniel Vigne                                         | Le Retour de Martin Guerre           |                                     |                                     |
| 1983                                                             | Élie Chouraqui                                                            | Qu'est-ce qui fait courir David?     |                                     | Que Faz Correr David?               |
| 1983                                                             | Mathieu Fabiani                                                           | La Balance                           |                                     | As Malhas da Traição                |
| 1983                                                             | Éric Rohmer                                                               | Le Beau Mariage                      | Um Casamento Perfeito               | O Bom Casamento                     |
| 1984                                                             | Patrice Chéreau Hervé Guibert                                             | L'Homme blessé                       |                                     |                                     |
| 1984                                                             | Diane Kurys Alain Le Henry                                                | Coup de foudre                       |                                     | Paixões em Tempo de Guerra          |
| 1984                                                             | Francis Veber                                                             | Les Compères                         |                                     | Os Compadres                        |
| 1985                                                             | Bertrand Blier                                                            | Notre histoire                       | Quartos Separados                   |                                     |
| 1985                                                             | Éric Rohmer                                                               | Les Nuits de la pleine lune          | Noites de Lua Cheia                 | Noites de Lua Cheia                 |
| 1985                                                             | Claude Zidi                                                               | Les Ripoux                           |                                     | Agarra que É Polícia                |
| De 1986 a 2005: César de melhor argumento original ou adaptação  |                                                                           |                                      |                                     |                                     |
| 2006                                                             | Radu Mihaileanu Alain-Michel Blanc                                        | Va, vis et deviens                   | Um Herói do Nosso Tempo             | Vai e Vive                          |
| 2006                                                             | Xavier Beauvois                                                           | Le Petit lieutenant                  | O Pequeno Tenente                   | A Outra Face da Lei                 |
| 2006                                                             | Christian Carion                                                          | Joyeux Noël                          | Feliz Natal                         | Feliz Natal                         |
| 2006                                                             | Jean-Pierre Dardenne                                                      | L'Enfant                             | A Criança                           | A Criança                           |
| 2006                                                             | Michael Haneke                                                            | Caché                                | Caché                               | Nada a Esconder                     |
| 2007                                                             | Rachid Bouchareb Olivier Lorelle                                          | Indigènes                            | Dias de Glória                      | Dias de Glória                      |
| 2007                                                             | Xavier Giannoli                                                           | Quand j'étais chanteur               | Quando Estou Amando                 | Quando Eu Era Cantor                |
| 2007                                                             | Isabelle Mergault                                                         | Je vous trouve très beau             | Você é Tão Bonito!                  |                                     |
| 2007                                                             | Danièle Thompson Christopher Thompson                                     | Fauteuils d'orchestre                | Um Lugar na Platéia                 | O Lugar Ideal                       |
| 2007                                                             | Laurent Tuel Christophe Turpin                                            | Jean-Philippe                        |                                     |                                     |
| 2008                                                             | Abdellatif Kechiche                                                       | La Graine et le Mulet                | O Segredo do Grão                   | O Segredo de um Cuscuz              |
| 2008                                                             | Olivier Dahan                                                             | La Môme                              | Piaf - Um Hino ao Amor              | La Vie en Rose                      |
| 2008                                                             | Julie Delpy                                                               | Two Days in Paris                    | 2 Dias em Paris                     | 2 Dias em Paris                     |
| 2008                                                             | Anne Le Ny                                                                | Ceux qui restent                     |                                     | Aqueles que Ficaram                 |
| 2008                                                             | Laurent Tirard Grégoire Vigneron                                          | Molière                              | As Aventuras de Molière             |                                     |
| 2009                                                             | Marc Abdelnour Martin Provost                                             | Séraphine                            | Séraphine                           | Séraphine                           |
| 2009                                                             | Rémi Bezançon                                                             | Le Premier Jour du reste de ta vie   | O Primeiro Dia do Resto da Sua Vida | O Primeiro Dia do Resto da Tua Vida |
| 2009                                                             | Dany Boon Franck Magnier Alexandre Charlot                                | Bienvenue chez les Ch'tis            | A Riviera Não É Aqui                | Bem-vindo ao Norte                  |
| 2009                                                             | Philippe Claudel                                                          | Il y a longtemps que je t'aime       | Há Tanto Tempo Que Te Amo           |                                     |
| 2009                                                             | Arnaud Desplechin Emmanuel Bourdieu                                       | Un conte de Noël                     | Um Conto de Natal                   | Um Conto de Natal                   |
| 2010                                                             | Jacques Audiard Thomas Bidegain Abdel Raouf Dafri Nicolas Peufaillit      | Un prophète                          | Um Profeta                          | O Profeta                           |
| 2010                                                             | Xavier Giannoli                                                           | À l'origine                          |                                     |                                     |
| 2010                                                             | Jean-Paul Lilienfeld                                                      | La journée de la jupe                |                                     | O Dia da Saia                       |
| 2010                                                             | Philippe Lioret Emmanuel Courcol Olivier Adam                             | Welcome                              | Bem-vindo                           | Welcome - Bem-vindo                 |
| 2010                                                             | Radu Mihaileanu Alain-Michel Blanc                                        | Le Concert                           | O Concerto                          | O Concerto                          |
| 2011                                                             | Baya Kasmi Michel Leclerc                                                 | Le Nom des gens                      | Os Nomes do Amor                    |                                     |
| 2011                                                             | Mathieu Amalric Marcelo Novais Teles Philippe Di Folco Raphaëlle Valbrune | Tournée                              | Turnê                               | Tournée - Em Digressão              |
| 2011                                                             | Bertrand Blier                                                            | Le Bruit des glaçons                 |                                     |                                     |
| 2011                                                             | Xavier Beauvois                                                           | Des hommes et des dieux              | Homens e Deuses                     | Dos Homens e dos Deuses             |
| 2011                                                             | Gustave Kervern                                                           | Mammuth                              | Mamute                              | Mammuth                             |
| 2012                                                             | Pierre Schoeller                                                          | L'Exercice de l'État                 |                                     |                                     |
| 2012                                                             | Valérie Donzelli Jérémie Elkaïm                                           | La guerre est déclarée               | A Guerra Está Declarada             | Declaração de Guerra                |
| 2012                                                             | Michel Hazanavicius                                                       | The Artist                           | O Artista                           | O Artista                           |
| 2012                                                             | Maïwenn Emmanuelle Bercot                                                 | Polisse                              | Políssia                            | Polissia                            |
| 2012                                                             | Éric Toledano Olivier Nakache                                             | Intouchables                         | Intocáveis                          | Amigos Improváveis                  |
| 2013                                                             | Michael Haneke                                                            | Amour                                | Amor                                | Amor                                |
| 2013                                                             | Bruno Podalydès Denis Podalydès                                           | Adieu Berthe - L'enterrement de mémé | Adeus Berthe - O Enterro da Vovó    |                                     |
| 2013                                                             | Noémie Lvovsky Florence Seyvos Maud Ameline Pierre-Olivier Mattei         | Camille redouble                     |                                     |                                     |
| 2013                                                             | Leos Carax                                                                | Holy Motors                          |                                     | Holy Motors                         |
| 2013                                                             | Florence Vignon Stéphane Brizé                                            | Quelques heures de printemps         |                                     |                                     |
| 2014                                                             | Albert Dupontel                                                           | 9 mois ferme                         |                                     |                                     |
| 2014                                                             | Philippe Le Guay                                                          | Alceste à bicyclette                 | Pedalando com Molière               | De Bicicleta com Molière            |
| 2014                                                             | Alain Guiraudie                                                           | L'Inconnu du lac                     | Um Estranho no Lago                 | O Desconhecido do Lago              |
| 2014                                                             | Asghar Farhadi                                                            | Le Passé                             | O Passado                           | O Passado                           |
| 2014                                                             | Katell Quillévéré Mariette Désert                                         | Suzanne                              |                                     |                                     |
| 2015                                                             | Abderrahmane Sissako e Kessen Tall                                        | Timbuktu                             |                                     |                                     |
| 2015                                                             | Thomas Cailley e Claude Le Pape                                           | Les Combattants                      |                                     |                                     |
| 2015                                                             | Victoria Bedos e Stanislas Carré de Malberg                               | La Famille Bélier                    |                                     |                                     |
| 2015                                                             | Thomas Lilti, Julien Lilti, Baya Kasmi e Pierre Chosson                   | Hippocrate                           |                                     |                                     |
| 2015                                                             | Olivier Assayas                                                           | Sils Maria                           |                                     |                                     |
| 2016                                                             | Deniz Gamze Ergüven e Alice Winocour                                      | Mustang                              | Cinco Graças                        |                                     |
| 2016                                                             | Jacques Audiard, Thomas Bidegain e Noé Debré                              | Dheepan                              |                                     |                                     |
| 2016                                                             | Xavier Giannoli                                                           | Marguerite                           |                                     |                                     |
| 2016                                                             | Emmanuelle Bercot e Marcia Romano                                         | La Tête haute                        |                                     |                                     |
| 2016                                                             | Arnaud Desplechin e Julie Peyr                                            | Trois souvenirs de ma jeunesse       |                                     |                                     |
| 2017                                                             | Sólveig Anspach e Jean-Luc Gaget                                          | L'Effet aquatique                    |                                     |                                     |
| 2017                                                             | Romain Compingt, Houda Benyamina e Malik Rumeau                           | Divines                              |                                     |                                     |
| 2017                                                             | Sabrina B. Karine, Alice Vial, Pascal Bonitzer e Anne Fontaine            | Les Innocentes                       |                                     |                                     |
| 2017                                                             | Bruno Dumont                                                              | Ma Loute                             |                                     |                                     |
| 2017                                                             | Justine Triet                                                             | Victoria                             |                                     |                                     |
| 2018                                                             | Robin Campillo                                                            | 120 battements par minute            |                                     |                                     |
| 2018                                                             | Mathieu Amalric e Philippe Di Folco                                       | Barbara                              |                                     |                                     |
| 2018                                                             | Julia Ducournau                                                           | Grave                                |                                     |                                     |
| 2018                                                             | Claude Le Pape e Hubert Charuel                                           | Petit Paysan                         |                                     |                                     |
| 2018                                                             | Éric Toledano e Olivier Nakache                                           | Le Sens de la fête                   |                                     |                                     |